# Christine Bottomley
Christine Bottomley (Rochdale, 27 aprile 1979) è un'attrice britannica.
Tra le sue prime interpretazioni si annovera quella in EastEnders.
Bottomley ha avuto numerose parti in varie serie televisive, tra cui nella seconda serie di Torchwood, la serie Massive, la serie drammatica Hope Springs e Land Girls.
Il suo primo ruolo cinematografico è stato in Hush nel 2009.
Ha vinto il BBC Audio Drama Award come migliore attrice nel 2017 per The Sky is Wider e di nuovo nel 2018 per Solitary.

## Filmografia

### Cinema
- Hush, regia di Mark Tonderai (2008)
- Stawberry Fields, regia di Frances Lea (2011)
- Funny Cow, regia di Adrian Shergold (2017)
- Peterloo, regia di Mike Leigh (2018)

### Televisione
- EastEnders – serial TV, 1 puntata (2001)
- Metropolitan Police – serie TV, 5 episodi (2002)
- Heartbeat – serie TV, 5 episodi (2003)
- Early Doors – serie TV, 11 episodi (2003-2004)
- The Innocence Project – serie TV, 8 episodi (2006-2007)
- Torchwood – serie TV, episodio 2x08 (2008)
- Land Girls – serie TV, 5 episodi (2009)
- Hope Springs – serie TV, 8 episodi (2009)
- The Secret Diaries of Miss Anne Lister, regia di James Kent – film TV (2010)
- Great Night Out – serie TV, 6 episodi (2013)
- In the Club – serie TV, 12 episodi (2014-2016)
- Fearless – serie TV, 6 episodi (2017)
- The End of the F***ing World – serie TV, 10 episodi (2017-2019)
- The Nest – miniserie TV, 5 puntate (2020)
- Domina – serie TV, 13 episodi (2021-2023)